# Юнусова, Шахноза Муталжоновна
Шахноза Муталжоновна Юнусова (узб. Shaxnoza Mutaljonovna Yunusova, Шаҳноза Муталжон қизи Юнусова; род. 2 января 1999 года, Узбекистан) — узбекский боксер, выступает в полусреднем весе. В 2019 году на Чемпионате Азии по боксу завоевала бронзовую награду. Член сборной Узбекистана.

## Биография
Спортивную карьеру начала в 2018 году. В 2018 году принимала участие на Чемпионате мира по боксу среди женщин, где проиграла в 1/8 соперницы из Канады Мариам Да Силва Рондо. В 2019 году на Чемпионате Азии по боксу в Бангкоке (Таиланд) завоевала бронзовую медаль. В 2019 году на Чемпионате мира по боксу среди женщин в Улан-Удэ (Россия) в стартовом поединке одержала победу над соперницей из Таджикистана Идимох Холовой, но в 1/8 проиграла польскому боксёру Каролине Кошевской.